# 林茂助
林 茂助（はやし もすけ、明治28年（1895年）4月29日 - 平成2年（1990年）10月4日）は、日本の化学者、理学博士、東京工業大学名誉教授、鶴岡工業高等専門学校初代校長。

## 略歴
- 1895年（明治28年） - 朝暘学校教師・林茂政（のち初代鶴岡市長）の子として鶴岡町（現・山形県鶴岡市）に生れる。
- 1913年（大正2年） - 荘内中学校（現・山形県立鶴岡南高等学校）卒業 （同窓生に相良守峯がいた。）
- 1920年（大正9年） - 東北帝国大学理学部化学工学科卒業[1][2]、のち三井鉱山入社[3]
- 1928年（昭和3年） - 東北帝国大学理学博士[4]、スイス・ドイツ・イギリス・アメリカ留学、東北大学講師など[1]
- 1930年（昭和5年） - 東京工業大学染料化学科助教授[5]、のち東京工業大学教授[1]
- 1956年（昭和31年）3月31日 - 東京工業大学 退官、同年有機合成化学協会会長[6]、東京工業大学名誉教授
- 1963年（昭和38年）4月1日 - 鶴岡工業高等専門学校 初代校長 就任
- 1971年（昭和38年）3月31日 - 鶴岡工業高等専門学校 校長 退官
- 1990年（平成2年）10月4日 - 死去する。享年95。

## 栄典
- 1960年（昭和35年）10月12日 - 藍綬褒章
- 1971年（昭和46年）11月5日 - 勲二等瑞宝章
- 1990年（平成2年）10月4日 - 正四位

## 著作物

### 著書
- 1940年（昭和15年） - 『毒ガス化学』 共立社
- 1984年（昭和59年） - 『林茂助先生米寿記念録』 林茂助先生米寿記念会

### 共著
- 1954年（昭和29年） - 『酢酸繊維ならびに合成繊維用染料. 上巻』 技報堂
- 1954年（昭和29年） - 『酢酸繊維ならびに合成繊維用染料. 下巻』 技報堂

## 親族
- 祖父：林茂明 - 庄内藩士
- 父：林茂政 - 初代鶴岡市市長、山形県議会議員
- 叔父：氏家孫三郎
- 従兄弟：氏家彦太郎 - 刀剣鑑定家、山居賃貸倉庫（株）常務、致道博物館理事
- 孫：林茂信 - もすけさんのボーカルとして林茂助名義で音楽活動。ライブ活動のほか、映画「のど自慢」（井筒和幸監督作品）に出演。

## 参考資料
- 『庄内人名辞典』 編纂・出版：庄内人名辞典刊行会
- 『官報』1956年04月02日 本紙 8776 叙任及辞令
- 『官報』1960年10月13日 本紙 10145 褒賞
- 『官報』1963年04月03日 本紙 10886 叙任及辞令
- 『官報』1971年04月02日 本紙 13283 人事異動
- 『官報』1971年11月05日 本紙 13463 叙位・叙勲
- 『官報』1990年11月01日 本紙 498 叙位・叙勲